# Дискографія Audioslave
Дискографія американського хардрок—гурту Audioslave складається з трьох студійних альбомів, двох міні-альбомів, чотирнадцяти синглів, двох відеоальбомів і десяти відеокліпів. Супергурт Audioslave утворився 2001 року в Лос-Анджелесі (штат Каліфорнія) за участю колишнього вокаліста Soundgarden і Temple of the Dog Кріса Корнелла і трьох колишніх членів Rage Against the Machine — гітариста Тома Морелло, басиста Тіма Коммерфорда і барабанщика Бреда Вілка. Підписавши контракт з Epic Records та Interscope Records, у листопаді 2002 року гурт випустив свій однойменний дебютний альбом, який досяг 7-го місця в американському чарті Billboard 200. Всі п'ять синглів, які вийшли на підтримку цього альбому, досягли першої десятки хіт-парад Billboard Hot Mainstream Rock Tracks, завдяки чому він отримав тричі платиновий сертифікат від Американської асоціації компаній звукозапису (RIAA). Перший відео-альбом гурту, також однойменний, вийшов 2003 року і досяг 5-ї позиції в чарті Billboard Top Music Videos, отримавши золотий сертифікат від RIAA.
Гурт повернувся 2005 року зі своїм другим студійним альбомом Out of Exile, який очолив Billboard 200 і Canadian Albums Chart,, а також увійшов у десятку UK Albums Chart. Перший сингл з цього альбому також досяг топ-40 як у Billboard Hot 100 так і в UK Singles Chart. Пізніше того самого року гурт випустив своє перше концертне відео — Live in Cuba, яке очолило чарт Billboard Top Music Videos і отримало платиновий сертифікат RIAA. 2006 року Audioslave випустили свій третій і останній студійний альбом Revelations, який дебютував під номером 2 у чарті Billboard 200 і очолив Canadian Albums Chart. Перший сингл з цього альбому, «Original Fire», потрапив у хіт-паради США, Австралії та Великої Британії. Протягом року після виходу альбому Корнелл оголосив про свій вихід з Audioslave і група розпалася. Її учасники об'єдналися щоб зіграти один концерт у січні 2017 року. У травні того ж року Корнелла знайшли мертвим під час турне з Soundgarden.

## Студійні альбоми
| Назва        | Подробиці                                                               | Верхні позиції в чартах | Верхні позиції в чартах | Верхні позиції в чартах | Верхні позиції в чартах | Верхні позиції в чартах | Верхні позиції в чартах | Верхні позиції в чартах | Верхні позиції в чартах | Верхні позиції в чартах | Верхні позиції в чартах | Сертифікації |
| Назва        | Подробиці                                                               | США                     | АВС                     | КАН                     | ДАН                     | ФІН                     | ІРЛ                     | НОР                     | НОЗ                     | ШВЕ                     | ВЕЛ                     | Сертифікації |
| ------------ | ----------------------------------------------------------------------- | ----------------------- | ----------------------- | ----------------------- | ----------------------- | ----------------------- | ----------------------- | ----------------------- | ----------------------- | ----------------------- | ----------------------- | --- |
| Audioslave   | - Вихід: 19 листопада 2002 - Лейбли: Epic, Interscope - Формат: CD, LP  | 7                       | 8                       | 6                       | 37                      | 28                      | 41                      | 5                       | 4                       | 14                      | 19                      | - ARIA: 3× Платиновий - BPI: Платиновий - IFPI FIN: Золотий - MC: 2× Платиновий - RIAA: 3× Платиновий - RMNZ: 3× Платиновий |
| Out of Exile | - Вихід: 23 травня 2005 - Лейбли: Epic, Interscope - Формат: CD, LP, DL | 1                       | 3                       | 1                       | 5                       | 5                       | 3                       | 1                       | 1                       | 2                       | 5                       | - ARIA: Платиновий - BPI: Золотий - MC: Платиновий - RIAA: Платиновий - RMNZ: Платиновий                                    |
| Revelations  | - Вихід: 4 вересня 2006 - Лейбли: Epic, Interscope - Формат: CD, LP, DL | 2                       | 1                       | 1                       | 6                       | 2                       | 7                       | 5                       | 1                       | 6                       | 12                      | - ARIA: Золотий - BPI: Срібний - MC: Золотий - RIAA: Золотий - RMNZ: Золотий                                                |

## Лонгплеї
| Назва               | Подробиці                                                       |
| ------------------- | --------------------------------------------------------------- |
| Sessions @AOL Music | - Вихід: 11 жовтня 2005 - Лейбли: Epic, Interscope - Формат: DL |
| Live EP             | - Вихід: 29 серпня 2006 - Лейбли: Epic, Interscope - Формат: CD |

## Сингли
| Назва                                                                      | Рік  | Верхні позиції в чартах | Верхні позиції в чартах | Верхні позиції в чартах | Верхні позиції в чартах | Верхні позиції в чартах | Верхні позиції в чартах | Верхні позиції в чартах | Верхні позиції в чартах | Верхні позиції в чартах | Верхні позиції в чартах | Сертифікації                    | Альбом             |
| Назва                                                                      | Рік  | США                     | США Alt.                | США Main.               | АВС                     | ІТА                     | ITA                     | NED                     | НОЗ                     | ШВЕ                     | ВЕЛ                     | Сертифікації                    | Альбом             |
| -------------------------------------------------------------------------- | ---- | ----------------------- | ----------------------- | ----------------------- | ----------------------- | ----------------------- | ----------------------- | ----------------------- | ----------------------- | ----------------------- | ----------------------- | ------------------------------- | ------------------ |
| «Cochise»                                                                  | 2002 | 69                      | 9                       | 2                       | —                       | —                       | 33                      | —                       | —                       | —                       | 24                      |                                 | Audioslave         |
| «Like a Stone»                                                             | 2003 | 31                      | 1                       | 1                       | 35                      | —                       | 40                      | —                       | 14                      | —                       | —                       | - RIAA: Золотий - ARIA: Золотий | Audioslave         |
| «Give»                                                                     | 2003 | —                       | —                       | —                       | —                       | —                       | —                       | —                       | —                       | —                       | —                       |                                 | неальбомний синглs |
| «Set It Off» (live)                                                        | 2003 | —                       | —                       | —                       | —                       | —                       | —                       | —                       | —                       | —                       | —                       |                                 | неальбомний синглs |
| «Show Me How to Live»                                                      | 2003 | 67                      | 4                       | 2                       | —                       | —                       | —                       | —                       | —                       | —                       | —                       |                                 | Audioslave         |
| «I Am the Highway»                                                         | 2003 | 66                      | 3                       | 2                       | —                       | —                       | —                       | —                       | 36                      | —                       | —                       |                                 | Audioslave         |
| «What You Are»                                                             | 2004 | [ A ]                   | 17                      | 8                       | —                       | —                       | —                       | —                       | —                       | —                       | —                       |                                 | Audioslave         |
| «Your Time Has Come»                                                       | 2005 | [ B ]                   | 12                      | 12                      | —                       | —                       | —                       | —                       | —                       | —                       | —                       |                                 | Out of Exile       |
| «Like a Stone» (live)                                                      | 2005 | —                       | —                       | —                       | —                       | —                       | —                       | —                       | —                       | —                       | —                       |                                 | неальбомний сингл  |
| «Be Yourself»                                                              | 2005 | 32                      | 1                       | 1                       | 34                      | 48                      | 40                      | 91                      | 38                      | 48                      | 40                      |                                 | Out of Exile       |
| «Doesn't Remind Me»                                                        | 2005 | 68                      | 3                       | 2                       | —                       | —                       | —                       | 92                      | —                       | —                       | 93                      |                                 | Out of Exile       |
| «Out of Exile»                                                             | 2005 | —                       | 14                      | 9                       | —                       | —                       | —                       | —                       | —                       | —                       | —                       |                                 | Out of Exile       |
| «Original Fire»                                                            | 2006 | 79                      | 3                       | 4                       | 34                      | —                       | —                       | —                       | —                       | —                       | 92                      |                                 | Revelations        |
| «Revelations»                                                              | 2006 | —                       | 38                      | 6                       | —                       | —                       | —                       | —                       | —                       | —                       | —                       |                                 | Revelations        |
| «—» позначає реліз, що не потрапив до чарту або не виходив у тому регіоні. |      |                         |                         |                         |                         |                         |                         |                         |                         |                         |                         |                                 |                    |

## Інші пісні, які потрапили до чартів
| Назва             | Рік  | Верхня позиція | Реліз     |
| Назва             | Рік  | США Main.      | Реліз     |
| ----------------- | ---- | -------------- | --------- |
| «We Got the Whip» | 2002 | 40             | «Cochise» |

## Відеоальбоми
| Назва                                                                      | Подробиці                                                        | Верхні позиції в чартах | Верхні позиції в чартах | Верхні позиції в чартах | Верхні позиції в чартах | Верхні позиції в чартах | Верхні позиції в чартах | Сертифікації                           |
| Назва                                                                      | Подробиці                                                        | США                     | АВС                     | DEN                     | ФІН                     | ШВЕ                     | ВЕЛ                     | Сертифікації                           |
| -------------------------------------------------------------------------- | ---------------------------------------------------------------- | ----------------------- | ----------------------- | ----------------------- | ----------------------- | ----------------------- | ----------------------- | -------------------------------------- |
| Audioslave                                                                 | - Вихід: 29 липня 2003 - Лейбли: Epic, Interscope - Формат: DVD  | 5                       | 9                       | —                       | —                       | —                       | 3                       | - ARIA: 2× Платиновий - RIAA: Золотий  |
| Live in Cuba                                                               | - Вихід: 11 жовтня 2005 - Лейбли: Epic, Interscope - Формат: DVD | 1                       | 7                       | 4                       | 4                       | 8                       | 10                      | - MC: 2× Платиновий - RIAA: Платиновий |
| «—» позначає реліз, що не потрапив до чарту або не виходив у тому регіоні. |                                                                  |                         |                         |                         |                         |                         |                         |                                        |

## Музичні відео
| Назва                 | Рік  | Режисер(и)             | Прим.   |
| --------------------- | ---- | ---------------------- | ------- |
| «Cochise»             | 2002 | Марк Романек           | [ 39 ]  |
| «Like a Stone»        | 2003 | Meiert Avis            | [ 40 ]  |
| «Show Me How to Live» | 2003 | A/V Club               | [ 41 ]  |
| «Be Yourself»         | 2005 | Francis Lawrence       | [ 42 ]  |
| «Your Time Has Come»  | 2005 | Audioslave, Steve Rees | [ 43 ]  |
| «Doesn't Remind Me»   | 2005 | Chris Milk             | [ 44 ]  |
| «Original Fire»       | 2006 | P. R. Brown            | [ 45 ]  |
| «Revelations»         | 2006 | Danny Clinch           | [ 46 ]  |
| «One and the Same»    | 2006 | unknown                | unknown |
| «Until We Fall»       | 2007 | unknown                | unknown |

## Нотатки
1. ↑  "What You Are" did not register on the Billboard Hot 100 but did not reach number 25 on the Bubbling Under Hot 100 chart, which acts as an extension to the Hot 100.[31]
2. ↑  "Your Time Has Come" did not register on the Billboard Hot 100 but did not reach number 13 on the Bubbling Under Hot 100 chart, which acts as an extension to the Hot 100.[32]